# 三国山 (箱根山外輪山)
三国山（みくにやま）は、神奈川県足柄下郡箱根町と静岡県裾野市とをまたぐ標高1,101.8mの山である。箱根山の外輪山の一峰である。
芦ノ湖の西岸に位置し、西側には芦ノ湖スカイラインが走る。